# Sơn linh anh thảo
Sonerila primuloides là một loài thực vật có hoa trong họ Mua. Loài này được C.Y. Wu ex C. Chen miêu tả khoa học đầu tiên năm 1979.